# Bueng Si Fai International Road Race 2024
De eerste editie van de wielerwedstrijd Bueng Si Fai International Road Race vond plaats op 30 maart 2024, twee dagen voor de start van de Ronde van Thailand. De wedstrijd startte bij het fietspark van Saranchit Mongkolsuk, waarna de 59 deelnemers vijftien rondjes over nagenoeg vlakke wegen rond het Bueng Si Fai, een zoetwatermeer in centraal Thailand, moesten afleggen. Na 154,3 kilometer finishten de renners bij hetzelfde fietspark. De wedstrijd maakte deel uit van de UCI Asia Tour, met de categorie 1.2. De Duitser Lucas Carstensen won de sprint-à-deux van de Australische Ier Jesse Ewart. Acht seconden later finishte Carter Bettles uit Australië op de derde plek. Ewart werd later uit de uitslag geschrapt, nadat hij voor drie jaar werd geschorst voor het gebruik van epo.

## Uitslag
| Plaats  | Naam                     | Ploeg                              | Tijd    |
| ------- | ------------------------ | ---------------------------------- | ------- |
| Winnaar | Lucas Carstensen         | Roojai Insurance                   | 3u38'17 |
| 2       | Jesse Ewart              | Terengganu                         | z.t.    |
| 3       | Carter Bettles           | Roojai Insurance                   | + 8"    |
| 4       | Lucas De Rossi           | China Glory-Mentech                | + 18"   |
| 5       | Sarawut Sirironnachai    | Thailand                           | + 32"   |
| 6       | Kim Eu-ro                | LX                                 | + 1'14" |
| 7       | Polychronis Tzortzakis   | Roojai Insurance                   | z.t.    |
| 8       | Su Haoyu                 | China Glory-Mentech                | + 1'51" |
| 9       | Li Zhen                  | China Glory-Mentech                | z.t.    |
| 10      | Peerapol Chawchiangkwang | Thailand                           | z.t.    |
| 11      | Noppachai Klahan         | Thailand                           | + 3'59" |
| 12      | Ratchanon Yaowarat       | Thailand                           | z.t.    |
| 13      | Choi Sang-jin            | LX                                 | + 4'09" |
| 14      | Park Keon-woo            | LX                                 | z.t.    |
| 15      | Warut Paekrathok         | Thailand                           | z.t.    |
| 16      | Nur Aiman Rosli          | Terengganu                         | z.t.    |
| 17      | Jang Jun-hyeok           | LX                                 | + 4'10" |
| 18      | Joshua Pascal            | 7Eleven Cliqq Roadbike Philippines | z.t.    |
| 19      | Ryan Tugawin             | 7Eleven Cliqq Roadbike Philippines | z.t.    |
| 20      | Anatolij Boedjak         | Terengganu                         | + 4'12" |